# 皇甫東朝
皇甫 東朝（こうほ とうちょう、生没年不詳）は、奈良時代の貴族。姓はなし。官位は従五位上・越中介。唐楽の演奏家として、称徳天皇に重用された。

## 生涯
唐の出身。開元24年 / 天平8年（736年）第10次遣唐使と共に来日した。同年8月に遣唐副使の中臣名代に引率されて「唐人三人、波斯人（ペルシア人）一人」が聖武天皇に謁見しているが、東朝はこれらの中の1人と考えられる。同年11月に皇甫東朝と波斯人の李密翳らに位階が授けられた。皇甫東朝の日本入りについて、日本における授戒制度の整備を図った普照や道璿といった僧侶によって、仏教儀礼に欠かせない楽の専門家として誘われたのではないかという推測がある。
天平神護2年（766年）称徳天皇が発願して主催した法華寺の舎利会で唐楽を奏したことが功績とされ、同じく演奏にあたった皇甫昇女と共に従五位下に叙爵した。なお、皇甫東朝と皇甫昇女の関係については、夫婦、親娘、きょうだい（兄妹もしくは姉弟）、あるいは同姓であるだけで血縁関係はないと諸説があるが、はっきりしない。神護景雲元年（767年）に雅楽員外助兼花苑司正に任じられた。唐楽や舞といった、宮廷儀礼を支える技能を指導する役割が期待されたものと見られる。神護景雲3年（769年）に従五位上に昇る。
天平神護元年（765年）に称徳天皇の発願によって創建された西大寺にも関わっていたようであり、2010年には西大寺旧境内の溝から皇甫東朝の名を墨書した土器が発掘されたことが報告された。この土器は、2009年に行われた調査で発掘された須恵器の坏（つき）で、半分欠けた坏の裏面に「皇浦（甫）」「東□〔朝ヵ〕」の文字が確認できた。東朝と西大寺の関係を示す文献はないが、矢野建一は「仏教儀礼に不可欠な唐楽の伝授のため東朝が西大寺に通っていたのではないか」と推測している。『続日本紀』には唐からの渡来者（技術者や僧侶などが中心）が60人ほど記載されているが、平城京で活躍した外国出身者の名前が出土遺物で確認されたのは、これが初めてという。
称徳天皇死後の宝亀元年（770年）12月に越中介に任じられた。越中介は唐楽とは無関係の職であり、左遷と見なされることもある。一方で、東朝赴任の前後には従五位の官人が越中介に任じられていることを挙げ、晩年の東朝が演奏家から官人として歩み始めたとすれば位階相当であって、左遷には当たらないという見方もある（矢野建一）。
皇甫東朝と同様の唐出身の貴族である袁晋卿は清村宿禰、李元環は清宗宿禰の賜姓を受けているが、皇甫東朝・皇甫昇女については『続日本紀』に改賜姓記事が現れない。唐の皇甫氏が名族であることから、本人が改姓を肯んじなかったか、日本の朝廷にとって唐の名族を臣下に置く政治的効果を示す措置であったかという推測もあるが、理由は明らかでない。

## 官歴
『続日本紀』による。
- 天平8年（736年） 11月3日：叙位
- 時期不詳：正六位上
- 天平神護2年（766年） 10月21日：従五位下
- 天平神護3年（767年） 3月20日：雅楽員外助兼花苑司正
- 神護景雲3年（769年） 8月9日：従五位上
- 宝亀元年（770年） 12月28日：越中介